# 渡辺修司
渡辺 修司（わたなべ しゅうじ）は、日本のゲームクリエイター。立命館大学映像学部教授。立命館大学ゲーム研究センター副センター長。

## 人物・経歴
1997年電気通信大学電子情報学部電子情報学科卒業。スクウェア・エニックスやタイトーで企画・監督職などを務め、ガラクタ名作劇場 ラクガキ王国をディレクターとして手掛けるなどした。
2007年立命館大学映像学部准教授。2019年京都府京都デジタルアミューズメントアワード大賞（京都府知事賞）受賞。2020年京都府京都デジタルアミューズメントアワードゲーム・インタラクティブ部門賞・東映賞受賞。2021年立命館大学ゲーム研究センター副センター長。同年京都府京都デジタルアミューズメントアワードゲーム・インタラクティブ部門賞受賞。2023年立命館大学映像学部教授。専門はゲームデザイン。

## 著書
- 『なぜ人はゲームにハマるのか : 開発現場から得た「ゲーム性」の本質』（中村彰憲と共著）SBクリエイティブ 2014年

## 参加作品
- ファイナルファンタジーVII インターナショナル[2]
- インターネット・アドベンチャー（原案・企画監修）[2]
- ガラクタ名作劇場 ラクガキ王国（原案・ディレクター）[4][2]
- みんなの城（個人作品） - エンターブレイン主催第1回ゲーム甲子園大賞[2]